# 출동! 유후 구조대
《출동! 유후 구조대》는 오로라 월드가 제작한 대한민국의 애니메이션으로, 2020년 4월 23일부터 7월 16일까지 KBS 1TV에서 매주 목요일에 방영했으며, 2기는 2021년 4월 29일부터 12월 23일까지 KBS 1TV에서 매주 목요일에 방영했다.

## 방송 일시
| 방송 채널 | 방송일                      | 방송 시간 |
| --------- | --------------------------- | --------- |
| KBS1      | 2020년 4월 23일 ~ 7월 16일  | 종료      |
| KBS1      | 2021년 4월 29일 ~ 12월 23일 | 종료      |

## 등장 인물
- 유후(갈라고원숭이)
- 패미(사막여우)
- 레미(호랑이꼬리여우원숭이)
- 츄우(청설모)
- 루디(금발카푸친)
- 슬로(나무늘보)
- 로라(금강앵무)

## 목소리 출연
- 김율: 유후
- 이소은: 패미
- 김채하: 레미, 에기
- 이새아: 츄우, 터보, 푸키
- 강은애: 루디, 루나
- 방성준: 슬로, 아차, 보 외
- 장예나: 로라, 리나, 바투 외
- 최승훈: 리노, 아하, 마티 외
- 김새해: 알리샤, 로빈, 네피 외
- 정주원: 칸, 아줄, 폴

## 스태프
- 하드웨어 제작: 휴렛 팩커드, 델, 인텔
- 소프트웨어 제작: 오토데스크, 어도비, 아비드 테크놀로지, 카오스 그룹 (1기), 카오스 (2기)
- 만든 도구: 마야, 포토샵, 프리미어 프로, 애프터 이펙트, 프로 툴스, 미디어 컴포저, V-레이

## 방영 목록

### 1기
| 회차       | 제목                                 | 방송 일자       |
| ---------- | ------------------------------------ | --------------- |
| 1화        | 잘자라 아기곰집으로 가는 길          | 2020년 4월 23일 |
| 2화        | 더 멀리 더 높이!토끼를 깨워라!       | 2020년 4월 30일 |
| 3화        | 걸작을 향해노래하자 개구리           | 2020년 5월 7일  |
| 4화        | 물고기를 낚으려면?집을 짓자 집을!    | 2020년 5월 14일 |
| 5화        | 아기 수달을 잡아라!플라밍고를 찾아서 | 2020년 5월 21일 |
| 6화        | 순록 대탈출함께 날아볼까?            | 2020년 5월 28일 |
| 7화        | 바위 위엔 펭귄달려라 치타!           | 2020년 6월 4일  |
| 8화        | 목마른 하마들고집쟁이 코뿔소         | 2020년 6월 11일 |
| 9화        | 밤하늘이 반짝반짝그늘이 좋아         | 2020년 6월 18일 |
| 10화       | 카멜레온과 숨바꼭질알고 보면 친구    | 2020년 6월 25일 |
| 11화       | 더운 건 싫어!모여라 미어캣!          | 2020년 7월 2일  |
| 12화       | 회색은 싫어딱따구리는 못말려         | 2020년 7월 9일  |
| 최종화(13) | 등산은 내가 최고!비버는 바빠         | 2020년 7월 16일 |

### 2기
| 회차       | 제목                                       | 방송 일자                        |
| ---------- | ------------------------------------------ | -------------------------------- |
| 1화        | 솔방울이 너무 많아한밤중의 노랫소리        | 2021년 4월 29일2021년 5월 13일   |
| 2화        | 밤에 자는 흰올빼미게으름뱅이 코알라        | 2021년 5월 20일2021년 5월 27일   |
| 3화        | 악어의 보물 사냥코끼리는 코가 멋져         | 2021년 6월 3일2021년 6월 10일    |
| 4화        | 시베리아호랑이의 행방불명마법의 잎사귀     | 2021년 6월 17일2021년 7월 1일    |
| 5화        | 책은 어디에 있을까?길 잃은 아르마딜로      | 2021년 8월 5일2021년 8월 12일    |
| 6화        | 용감한 목도리도마뱀벌새의 도전             | 2021년 8월 19일2021년 9월 9일    |
| 7화        | 덤벙덤벙 오리너구리그 정도면 괜찮아        | 2021년 9월 23일2021년 9월 30일   |
| 8화        | 조금 특별한 모델양보하며 살아요            | 2021년 10월 7일2021년 10월 14일  |
| 9화        | 숲을 지켜라사막에서 선물 찾기              | 2021년 10월 21일2021년 10월 28일 |
| 10화       | 바다거북과 함께 청소를새집은 이렇게 꾸밀래 | 2021년 11월 4일2021년 11월 11일  |
| 11화       | 태양이 싫어조금만 기다려                   | 2021년 11월 18일2021년 11월 25일 |
| 12화       | 아기 오카피의 모험바람타고 하늘을 향해     | 2021년 12월 2일2021년 12월 9일   |
| 최종화(13) | 다함께 웃어요꿈은 반드시 이루어진다        | 2021년 12월 16일2021년 12월 23일 |

## 결방 및 편성안내
- 2021년 5월 6일: 김부겸 국무총리 후보자 인사청문회 중계방송의 관계로 인해 결방했다.
- 2021년 6월 24일: 중계방송 국회 대정부 질문-교육·사회·문화 분야의 관계로 인해 결방했다.
- 2021년 7월 8일: 2020 도쿄올림픽 결단행사의 관계로 인해 결방했다.
- 2021년 7월 15일: 2020 도쿄올림픽 특집 다시 보는 대한민국 올림픽 명승부의 관계로 인해 결방했다.
- 2021년 7월 22일: 2020 도쿄올림픽 가이드북 스페셜의 관계로 인해 결방했다.
- 2021년 7월 29일: 2020 도쿄올림픽-[핸드볼] 여자 A조 예선 대한민국 VS 일본 [탁구] 남자 단식 준결승의 관계로 인해 결방했다.
- 2021년 8월 26일: 2020 도쿄 패럴림픽-[수영], [탁구]의 관계로 인해 결방했다.
- 2021년 9월 2일: 시청자주간 특집 감사 음악회-친절한 클래식, 더 탱고의 관계로 인해 결방했다.
- 2021년 9월 16일: 중계방송 국회 대정부 질문-교육·사회 분야-의 관계로 인해 결방했다.